# Notomastus precocis
Notomastus precocis är en ringmaskart som beskrevs av Hartman 1960. Notomastus precocis ingår i släktet Notomastus och familjen Capitellidae. Inga underarter finns listade i Catalogue of Life.